# Ranunculus alsaticus
Ranunculus alsaticus är en ranunkelväxtart som beskrevs av W. Koch. Ranunculus alsaticus ingår i släktet ranunkler, och familjen ranunkelväxter. Inga underarter finns listade i Catalogue of Life.